# Javorník (Moravia meridionale)
Javorník (in tedesco Jawornik) è un comune della Repubblica Ceca facente parte del distretto di Hodonín, in Moravia Meridionale.